# Гигантска амазонска речна костенурка
Арау пренасочва насам.  За чилийския музикант вижте Клаудио Арау.
Podocnemis expansa е вид влечуго от семейство Podocnemididae.

## Разпространение
Видът е разпространен в Боливия, Бразилия, Венецуела, Гвиана, Еквадор, Колумбия, Перу и Тринидад и Тобаго.